# Alexander Wylie

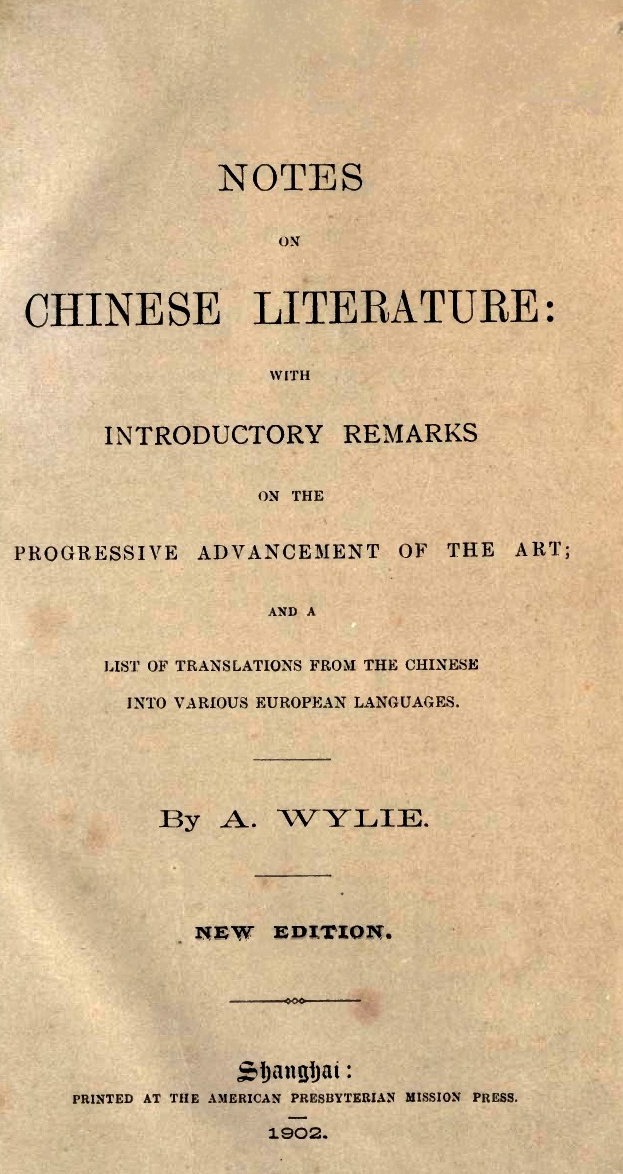
Notes on Chinese Literature

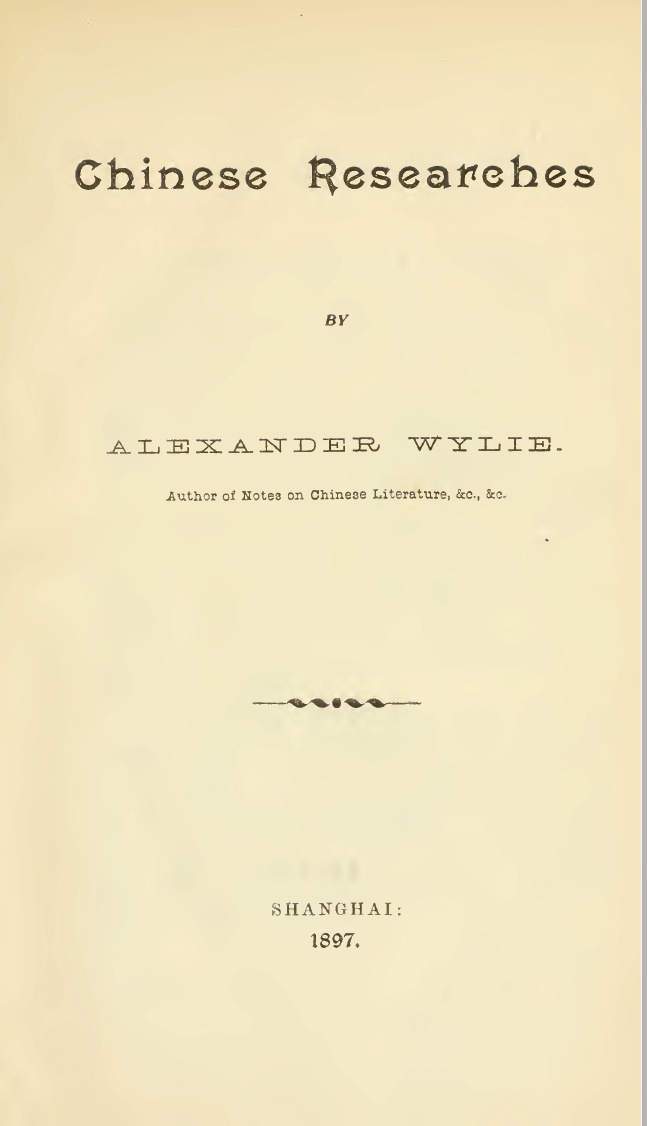
Chinese Researches

Alexander Wylie (* 6. April 1815 in London; † 6. Februar 1887 in Hampstead) war ein britischer Missionar und Mathematikhistoriker.

## Biografie
Wylie brachte sich Latein und Chinesisch selbst bei, als er bei einem Tischler in die Lehre ging. Er lernte die Sprache so gut, dass ihn die London Missionary Society 1847 nach Shanghai schickte, um ihren dortigen Verlag zu beaufsichtigen. Dort lernte er weitere Sprachen und begann sich für chinesische Mathematikgeschichte zu interessieren. Gleichzeitig sorgte er für die Verbreitung von über einer Million chinesischen Ausgaben des Neuen Testaments im Auftrag der British and Foreign Bible Society, deren offizieller Agent er ab 1863 war. 1877 ging er wieder nach London.
Er veröffentlichte 1852 Aufsätze im North China Herald über chinesische Mathematik (Jottings on the Science of the Chinese Arithmetic). Sie wurden auch in Deutschland bekannt und K. L. Biernatzki und Ludwig Matthiessen veröffentlichten darüber in Crelles Journal (Journal für die reine und angewandte Mathematik). In den Aufsätzen wird zum ersten Mal vom chinesischen Ursprung des später Chinesischer Restsatz genannten Verfahrens berichtet und vom chinesischen Ursprung des Horner-Schemas (im Westen durch William George Horner 1819 eingeführt). Die Aufsätze von Wylie (und ein Aufsatz von Édouard Biot im Journal asiatique von 1839) waren die einzige Quelle für chinesische Mathematik, auf die sich Moritz Cantor in seiner umfangreichen Mathematikgeschichte stützte.
Gleichzeitig übersetzte er Mathematik-, Mechanik- und Astronomiebücher ins Chinesische, wobei er mit dem Mathematiker Li Shanlan (der als überragender chinesischer Mathematiker des 19. Jahrhunderts gilt) zusammenarbeitete. Auch die Evangelien von Matthäus und Markus übersetzte er ins Chinesische.
1858 begleitete er Lord Elgin auf einem Kanonenboot der britischen Marine den Jangtse hinauf nach Nanjing, wo er Teil einer Delegation war, die mit den Taiping-Rebellen verhandelte. 1868 begleitete er den Missionar Griffith John (1831–1912) von der London Missionary Society, der die Bibel ins Chinesische übersetzte, nach Sichuan.
Seine umfangreiche chinesische Buchsammlung (20.000 Bände) verkaufte Wylie 1882 an die Universität Oxford, wo sie heute in der Bodleian Library ist (Alexander Wylie Collection).

## Schriften
- Translation of the Ts’ing wan k’e mung [清文啟蒙 Qingwen jimeng], a Chinese Grammar of the Manchu Tartar Language; with introductory notes on Manchu Literature. (Shanghai: London Mission Press 1855) Digitalisat
- Memorials of Protestant Missionaries. Shanghai 1867 Online
- Notes on Chinese Literature. Shanghai 1867 Digitalisat; New ed. 1902 Digitalisat
- Jottings on the Science of the Chinese Arithmetic. Shanghai Almanac 1853 (zuerst 1852 in North China Herald) (siehe auch Chinese Researches Digitalisat)
- Chinese Researches. Shanghai 1897 (mit einem Biographical Sketch of Alexander Wylie von Rev. James Thomas) Digitalisat